# Murtuza Mamadov
Murtuza Rza oghlu Mammadov vystupující pod jménem Bulbul nebo Bülbül (v ázerbájdžánštině "slavík") (22. června 1897 Chanbagi – 26. září 1961 Baku) byl ázerbájdžánský a sovětský operní pěvec, který se též často věnoval folklóru.
Již v dětství získal svou přezdívku, pod níž pak začal vystupovat. Vystudoval hudbu a vokální umění na Ázerbájdžánské státní konzervatoři v Baku (1927) a také na milánské konzervatoři, kde absolvoval roku 1931. V roce 1938 jako první hrál hlavní roli Koroglu ve stejnojmenné opeře Uzeira Hadžibekova. Ve stejném roce byl jmenován národním umělcem SSSR.
Napsal též několik odborných muzikologických prací a učil vokální umění na své alma mater v letech 1932 až 1961. V roce 1940 získal titul PhD. Byl prvním, kdo písemně zaznamenal, jak hrát na tradiční azerské hudební nástroje tar, kamancheh a balaban, a tedy jak hrát mugamovou hudbu, kterážto znalost se do té doby předávala výhradně z učitele na žáka.
Jeho druhý syn Polad Mamadov, také známý jako Polad Bülbüloğlu, je v současné době ázerbájdžánským velvyslancem v Rusku. V roce 1982 bylo otevřeno jeho muzeum v Šuše, rok poté v Baku. Dne 31. října 2012 odhalil prezident Ázerbájdžánu Ilham Alijev na Bulbulově ulici v Baku, nedaleko domu, kde zpěvák žil, zpěvákův pomník, který vytvořil sochař Akif Asgarov.